# Королевские музеи искусства и истории
Королевские музеи искусства и истории (фр. Musées royaux d’Art et d’Histoire, нидерл. Koninklijke Musea voor Kunst en Geschiedenis) — музейный комплекс в Брюсселе. Состоит из четырёх музеев, расположенных в разных частях города. Один из них (Музеи Дальнего Востока) по состоянию на 2019 год временно не работает.
- Музей искусства и истории
- Халлепорт
- Музеи Дальнего Востока — по состоянию на 2019 год не действуют
- Музей музыкальных инструментов

## Музей искусства и истории
Музей искусства и истории (фр. Musée Art et Histoire, нидерл. Museum Kunst en Geschiedenis) посвящён археологии, этнографии и искусству (в основном декоративно-прикладному).
Основные коллекции:
- Национальная археология: археология Бельгии с древнейших времён до раннего средневековья. В коллекции представлены древнейшие археологические культуры на территории Бельгии (включая культуру шнуровой керамики), доримская Галлия, галло-римская культура, раннее средневековье (франки, меровинги)
- Европейское искусство: искусство (в основном декоративно-прикладное) от средневековья до XIX века: резные и живописные алтари, гобелены, мебель, керамика, художественное стекло
- Древность: Древняя Месопотамия, древняя Персия, древний Египет, древняя Греция, древний Рим.
- Неевропейские культуры: исламский мир, Китай, Индия, Юго-Восточная Азия, доколумбовые культуры Америки, Океания (по состоянию на 2019 год отдел Океании закрыт)
- Коллекция карет

Музей расположен выставочных павильонах Парка Пятидесятилетия и соседствует с Королевским музеем армии и военной истории и автомобильным музеем Автожир.

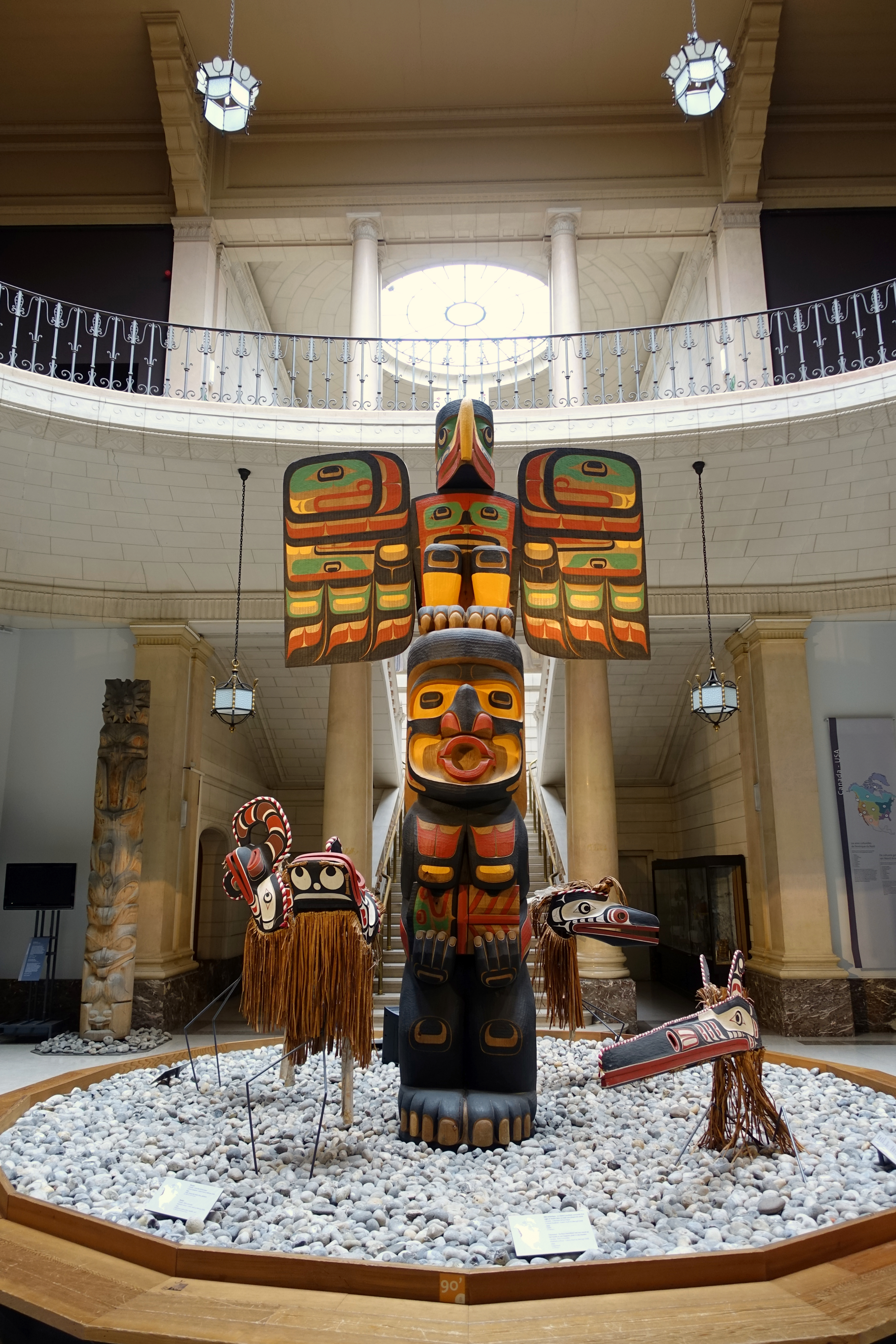
Тотем Индейцев Северо-западного побережья
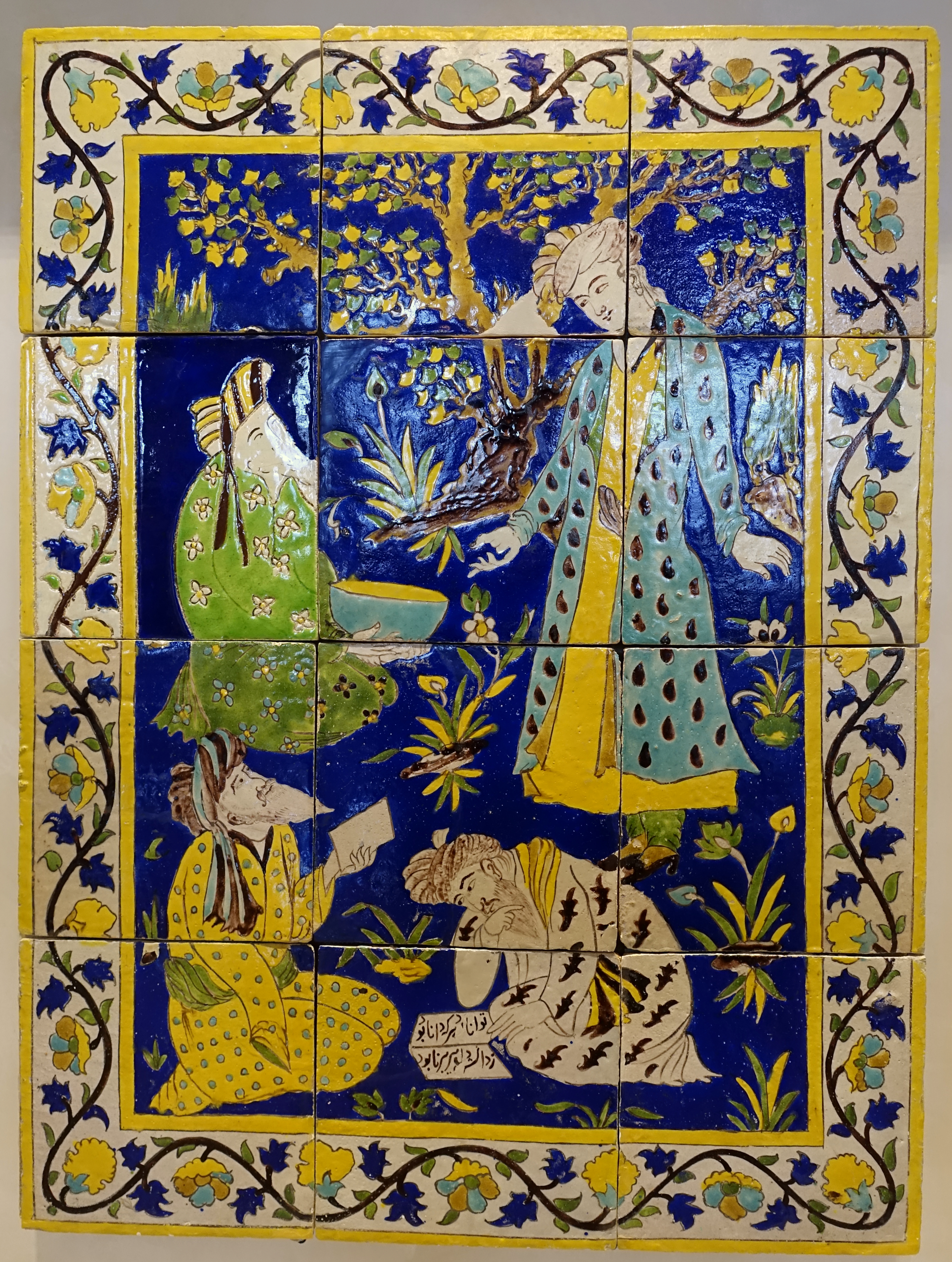
Персидское керамическое панно
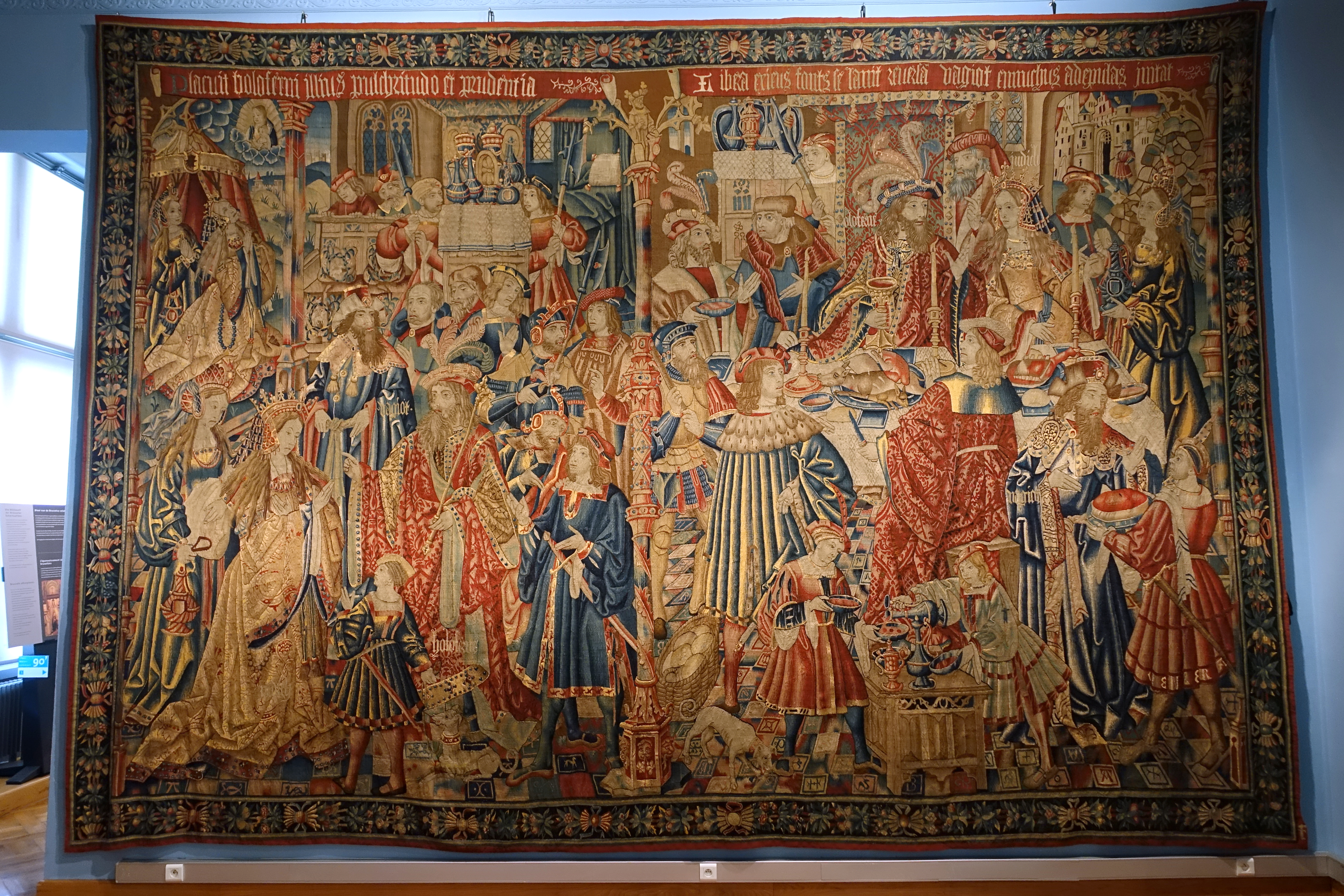
Гобелен
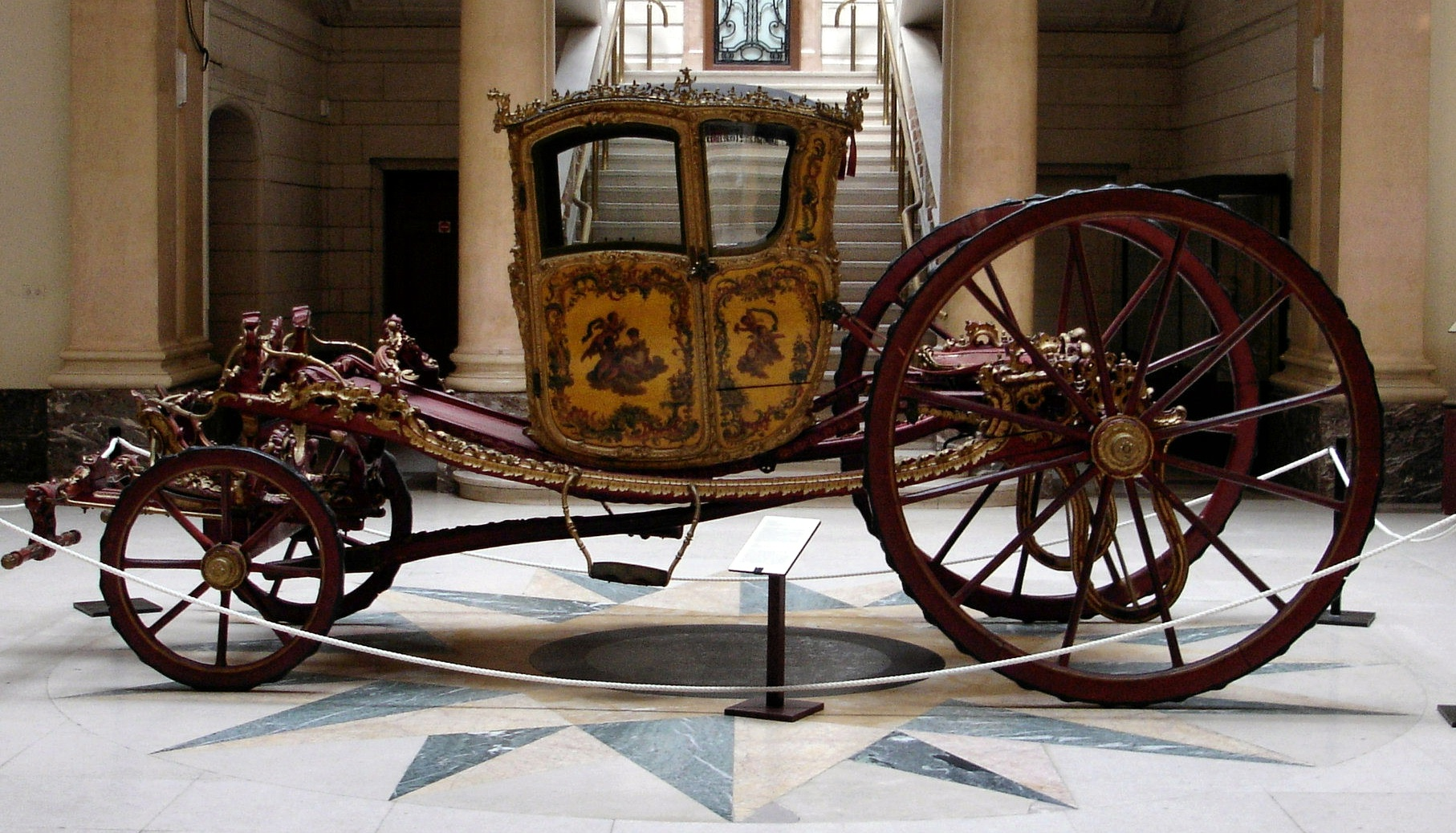
Карета

## Халлепорт
Халлепорт (фр. Porte de Hal, нидерл. Hallepoort) — единственные сохранившиеся средневековые городские ворота Брюсселя. В XIX веке ворота были отреставрированы в «романтическом духе». В воротах размещена экспозиция, посвящённая старинному оружию и средневековой истории Брюсселя.
Музей расположен неподалёку от Южного вокзала Брюсселя.

## Музеи Дальнего Востока
Комплекс Музеи Дальнего Востока (фр. Musées d’Extrême-Orient, нидерл. Musea van het Verre Oosten) посвящён искусству Китая и Японии. Музейный комплекс состоит из трёх частей: китайского павильона, японской башни (пагоды) и музея японского искусства. Эти здания были построены в начале XX века на волне интереса к экзотической культуре Дальнего Востока (ориентализм). В 2013 году музейный комплекс был закрыт на неопределённый срок в связи с неудовлетворительным техническим состоянием.
Музейный комплекс расположен в районе Лакен и примыкает к территории Лакенского дворца.

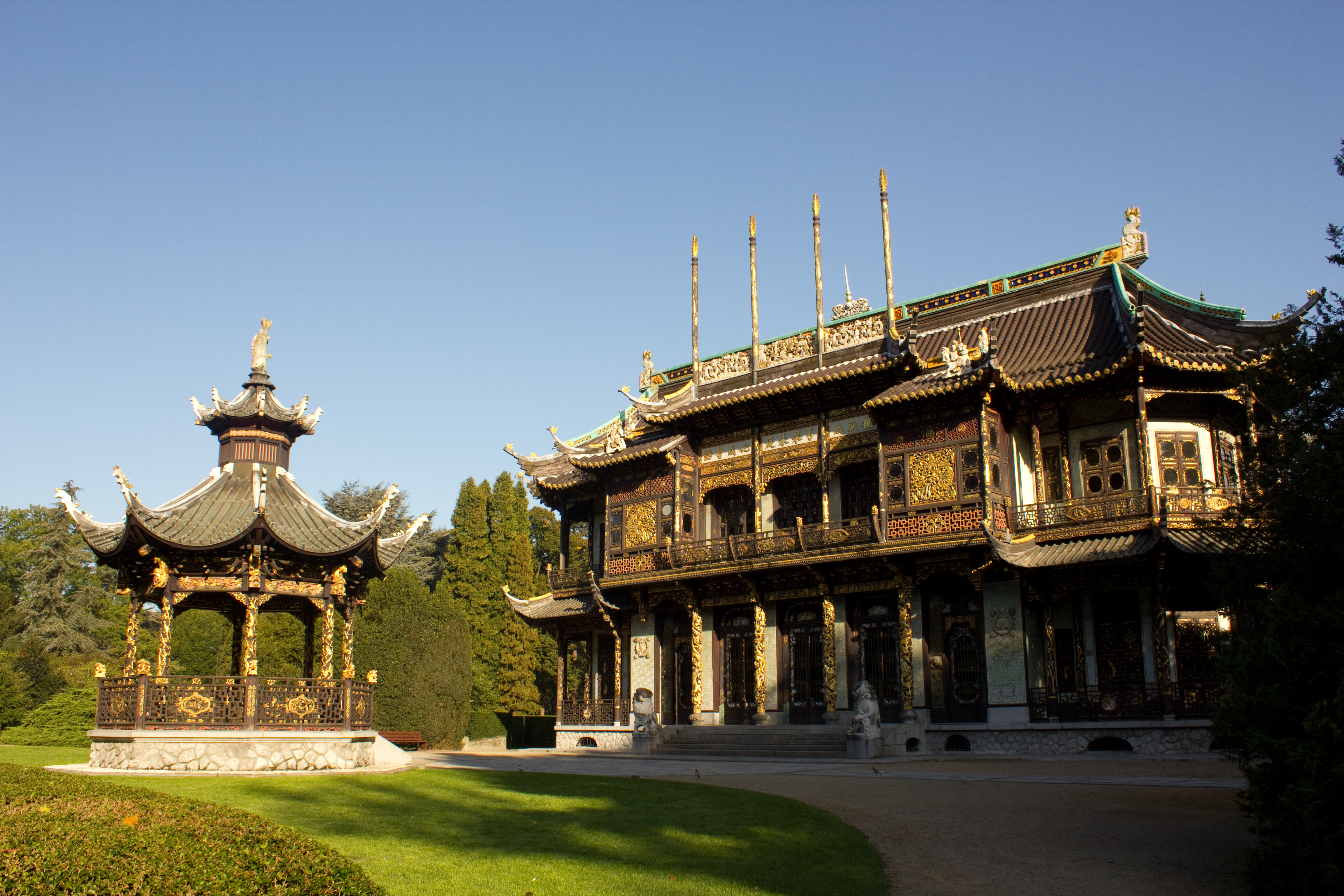
Китайский павильон
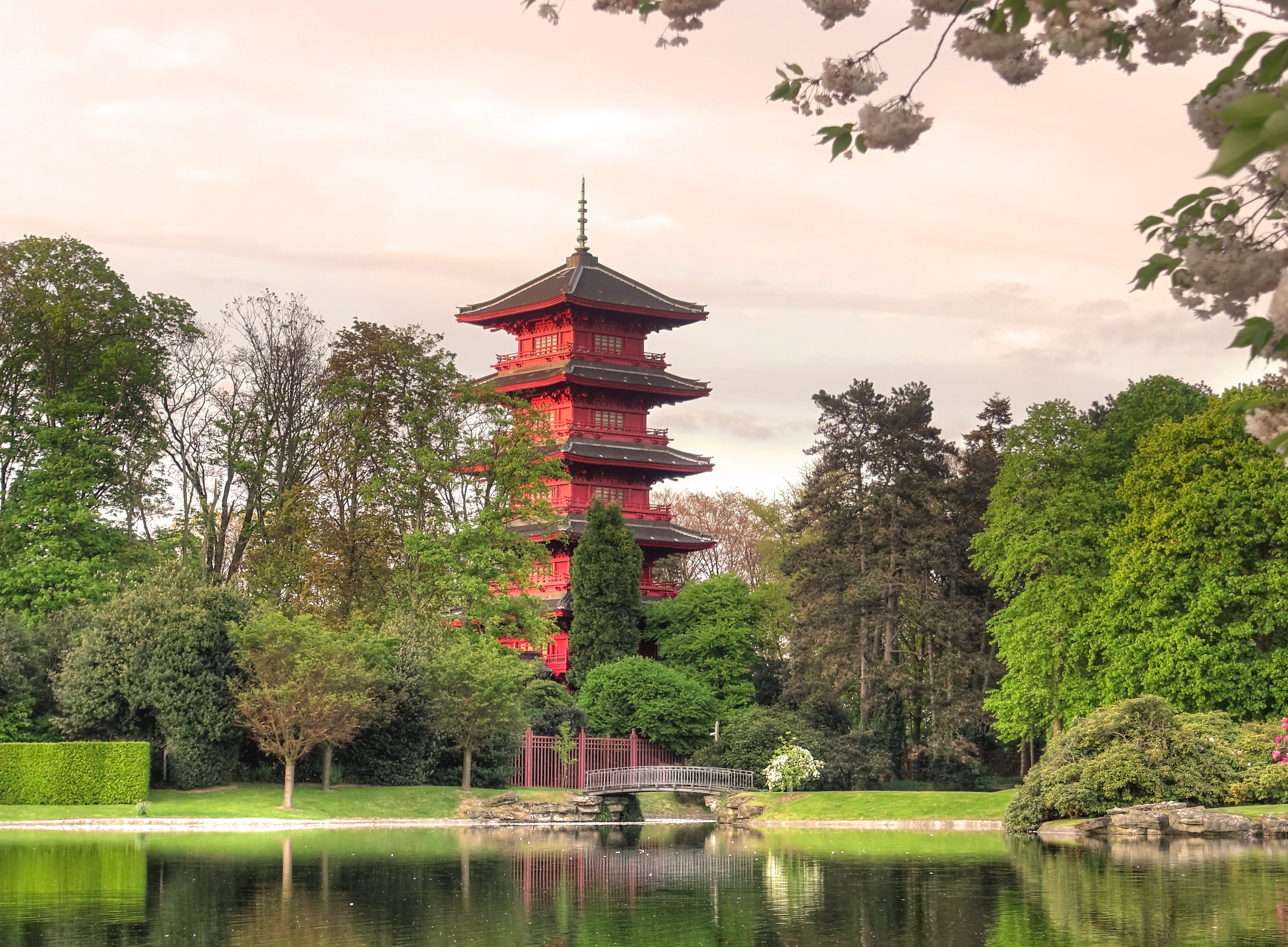
Японская башня
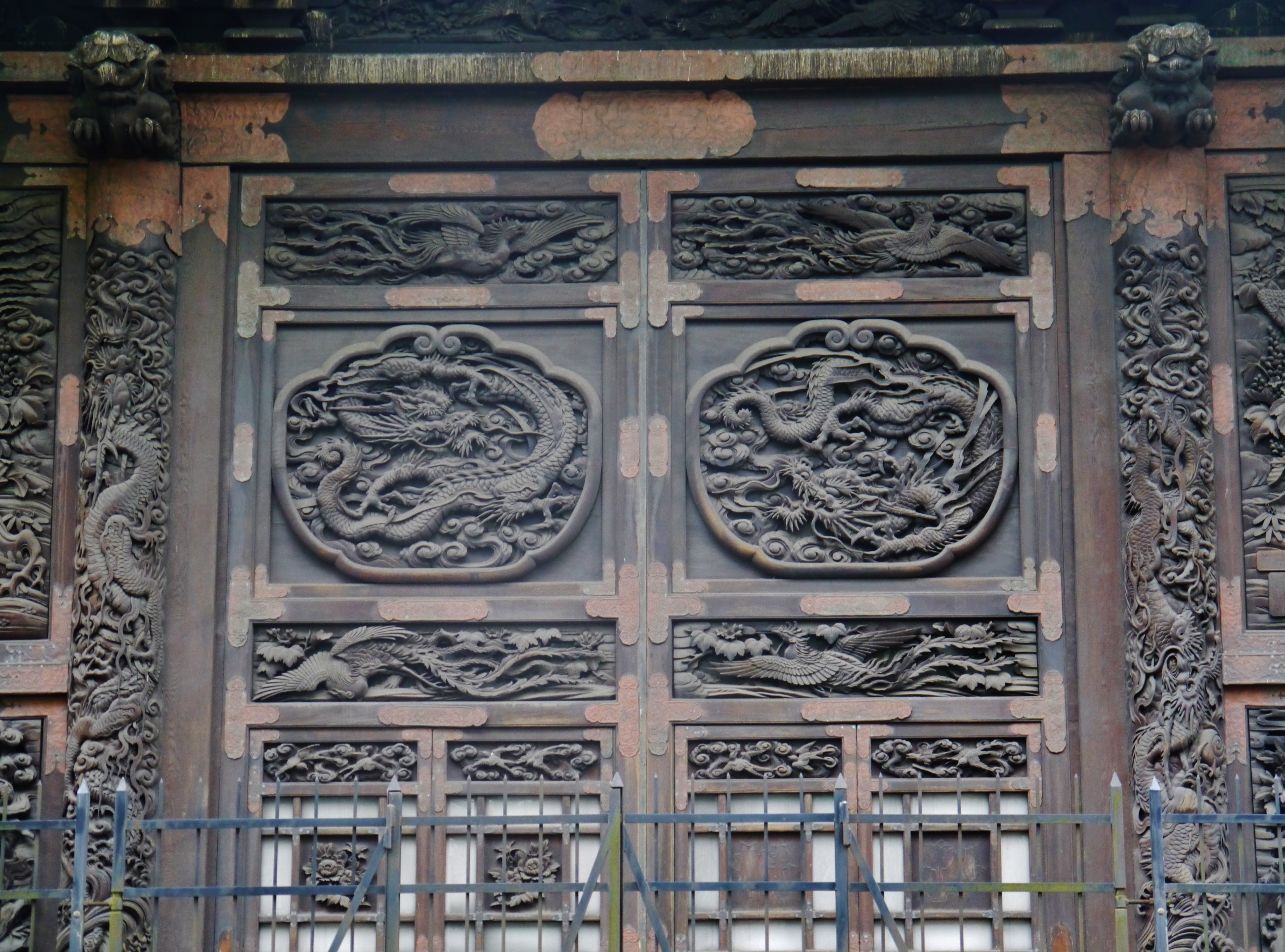
Резьба на Японской башне
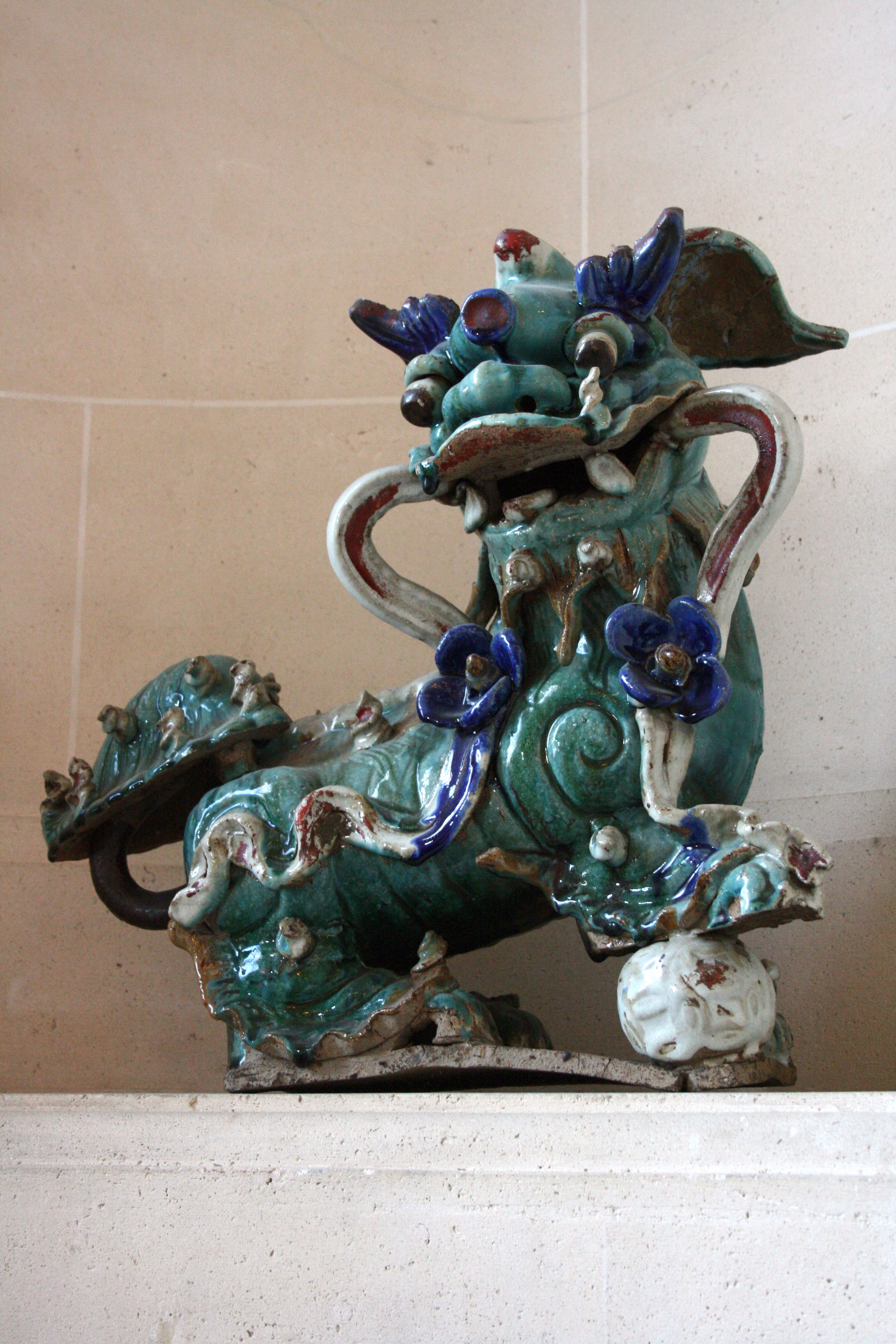

## Музей музыкальных инструментов
Музей музыкальных инструментов (фр. Musée des Instruments de musique, нидерл. Muziekinstrumentenmuseum) является одним из крупнейших музыкальных музеев в мире. Здесь представлена как история западных музыкальных инструментов, так и этнографические музыкальные инструменты из разных стран. Музей размещается в здании магазина «Старая Англия», который является памятником бельгийского модерна. Музей расположен в центре города между Центральным вокзалом и Королевской площадью.